# Eithne Wilkins
Ethne Una Lilian Wilkins (Wellington, 12 de septiembre de 1914 - 13 de marzo de 1975) fue una académica de estudios germánicos, traductora y poeta neozelandesa. Más recordada como la co-traductora, junto con su marido judío austríaco/húngaro Ernst Kaiser, de la primera versión en inglés de la novela épica de fin de siglo de Robert Musil Der Mann ohne Eigenschaften (1930-1943).

## Trayectoria
Nació en Wellington, hija de Edgar Wilkins, médico irlandés, y su esposa Eveline (Whittaker); su hermano menor fue el premio Nobel Maurice Wilkins. En 1923, cuando tenía casi nueve años, se trasladó a Dublín con su familia y poco después se mudaron de nuevo a Londres, a lo que siguió otro traslado a Birmingham, donde su padre empezó a trabajar como médico escolar.
Estudió lengua y literatura en el Somerville College de Oxford y más tarde trabajó como periodista y traductora en Londres y París antes de la Segunda Guerra Mundial. Durante la guerra, dio clases en la Emanuel School, que fue evacuada a Petersfield en 1939.
Desde mediados de la década de 1930 hasta finales de la de 1950, Wilkins escribió poesía y publicó unos 40 poemas en diversas revistas literarias, entre ellos la secuencia poética "Oranges and Lemons". Varios de sus poemas se incluyeron en la antología de Kenneth Rexroth The New British Poets, publicada por New Directions en 1949.
En 1941 se casó en Petersfield con el escritor y traductor austríaco Ernst Kaiser. Colaboraron juntos en traducciones y en el estudio de la obra de Robert Musil, incluida la primera traducción al inglés de The Man Without Qualities (El hombre sin atributos).
En 1953 obtuvo una beca de investigación en el Bedford College de Londres, y después viajó a Roma con Kaiser con una beca de la Fundación Bollingen para estudiar la herencia de Musil. En 1967 o 1968 fue nombrada profesora de la Universidad de Reading y creó la Unidad de Investigación sobre Musil con su marido.
Eithne Wilkins falleció en 1975.

### Traducciones
- Louis Aragon: Aurelien (1947)
- René Barjavel: The Tragic Innocents (1948)
- Maxence Van der Meersch: Bodies and Souls (1948)
- Honoré de Balzac: A Bachelor's Establishment (1952)
- Haroun Tazieff: Craters of Fire (1952), translation of Cratères en feu
- Bruno Erich Werner: The Slave Ship (1953), translation of Die Galeere
- Alphonse Daudet: Sappho: A Picture of Life in Paris (1954)

### Traducciones con Ernst Kaiser
- Ernst Wiechert: The Girl and the Ferryman (1947)
- Goethe: Truth and Fantasy from My Life: A Selection (1949)
- Robert Musil: The Man Without Qualities (in three volumes: 1953, 1955, 1961)
- Franz Kafka: Dearest Father. Stories and Other Writings (1954)
- Robert Musil: Young Törless (1955)
- Lion Feuchtwanger: Raquel, the Jewess of Toledo (1956)
- Lion Feuchtwanger: Jephthah and His Daughter (1958)
- Oskar Kokoschka: A Sea Ringed with Visions (1962)
- Ingeborg Bachmann: "Everything" (1962), from Das dreißigste Jahr[9]
- Robert Musil: Tonka and Other Stories (1965), translations of Drei Frauen and Vereinigungen, later reprinted as Five Women
- Heimito von Doderer: The Waterfalls of Slunj (1966)
- Siegfried Lenz: The German Lesson (1971)